# バイオハザード: インフィニット ダークネス
『バイオハザード: インフィニット ダークネス』（原題：BIOHAZARD: Infinite Darkness、英題：Resident Evil: Infinite Darkness）は、2021年7月8日よりNetflixにて、全4話形式で全世界独占配信されたバイオハザードシリーズのフルCG連続ドラマ作品である。

## 概要
本作はレオン・S・ケネディとクレア・レッドフィールドの2人を主役とした物語が展開するホラーアクション作品である。時系列上では『バイオハザード ディジェネレーション』（2008年公開）から1年後の2006年に位置するが、『バイオハザード4』と『バイオハザード5』の間に位置する『バイオハザード ダムネーション』（2012年公開）よりは前で、『5』の「ロスト・イン・ナイトメアーズ」と同時期に位置する。プロデューサーは『バイオハザード』シリーズの製作・原作監修である小林裕幸（カプコン）、制作プロデュースはトムス・エンタテインメント、フル3DCGアニメーション制作はQuebicoが務めている。

## ストーリー
『バイオハザード ディジェネレーション』のハーバードヴィル空港でのバイオテロから1年後の西暦2006年。ホワイトハウスのコンピュータが何者かによりハッキングされた。合衆国エージェントのレオン・S・ケネディは、その捜査のために召集されヘリでホワイトハウスに向かう。ホワイトハウスでは、捜査のために先にジェイソン・シェンメイ・パトリックの3人のエージェントが集まり、グラハム大統領らと共に捜査の方針を協議していた。ところが、突如停電が発生し、ホワイトハウスは暗闇に包まれる。ジェイソンたちは、何が起こったのか確かめるためにホワイトハウス内を見回るが、そこに大勢のゾンビが出現。遅れて到着したレオンも合流し、エージェントたちは大統領を守りながらゾンビたちに対処し、事態の収束にあたる。
同じ頃、NGO団体「テラセイブ」に所属しバイオテロや薬害の被害者救済に尽力していたクレア・レッドフィールドは、ヨーロッパと中国の間に位置する内戦中の小国「ぺナムスタン」で、現地の難民たちの救済活動を行っていた。クレアはそこで一人の少年に出会い、彼が持っていたスケッチブックを見せてもらう。内戦の様子を描いたというそのスケッチブックの絵には、ゾンビのような怪物に人々が襲われる様が描かれていた。それは、かつてクレア自身が経験した、ラクーンシティの惨劇を彷彿とさせるものだった。

## 登場人物
レオン・S・ケネディ（Leon S. Kennedy）
声：Nick Apostolides（英語） / 森川智之（日本語）
本作の主人公で、アメリカ合衆国の大統領直属のエージェント。『バイオハザード4』でのヨーロッパの村に拉致された大統領の娘の救出をはじめ数多くのミッションを成功させてきた。
1998年に発生したラクーン事件の生き残りであり、そのためバイオテロや生物兵器を強く憎んでいる。

クレア・レッドフィールド（Claire Redfield）
声：Stephanie Panisello（英語） / 甲斐田裕子（日本語）
本作のもう1人の主人公で、バイオテロや薬害の被害者救済を主な業務とするNGO組織「テラセイブ」の職員。
1998年に発生したラクーンシティ事件の生き残りであり、レオンと共に協力して町からの脱出を果たした。

ジェイソン（Jason）
声：Ray Chase（英語） / 立木文彦（日本語）
合衆国のエージェント。高い戦闘力と様々な状況に対応できる冷静沈着さを併せ持つ。米陸軍の特殊部隊「マッドドッグス」の元隊長で、2000年に内戦中のペナムスタンで孤立した部隊を救出したことから「ぺナムスタンの英雄」と呼ばれている。

シェンメイ（Shen May）
声：Jona Xiao（英語） / 潘めぐみ（日本語）
合衆国のエージェント。コンピュータサイエンスの技能に長けているアジア系の美女。レオンやジェイソンと共にホワイトハウスで発生したハッキングの捜査とバイオテロの鎮圧にあたる。

パトリック（Patrick）
声：Billy Kametz（英語） / 野島健児（日本語）
合衆国のエージェント。まだ諜報の経験が浅い新米エージェントで、レオンのことを“ただの運のいい男”だと思っている。ジェイソンに憧れている。

グラハム（Graham）
声：Joe J. Thomas（英語） / 井上和彦（日本語）
2006年当時のアメリカ合衆国大統領で、『4』のヒロインであったアシュリー・グラハムの父親。レオンに対してはヨーロッパの村に拉致された娘を無事に救出してくれたことから全幅の信頼を寄せている。

ウィルソン（Wilson）
声：Brad Venable（英語） / 田原アルノ（日本語）
アメリカ合衆国国防長官。元軍人で、強硬派の政治家。目的のためには手段を選ばない野心家でもある。ぺナムスタンに米軍を駐留させ、中国に対して強硬な姿勢を取るよう大統領に進言する。

ライアン（Ryan）
声： Doug Stone（英語） / 小形満（日本語）
アメリカ合衆国大統領補佐官。中国に対しては慎重な姿勢を保つよう大統領に進言するなど、強硬派のウィルソンとはしばしば意見が対立する。
上記の他、『バイオハザード』シリーズの登場人物であるクリス・レッドフィールドの日本語吹き替えを担当している東地宏樹が日本語版のナレーションを担当している。

## 登場クリーチャー
ゾンビ
ウイルスに感染し、自我を失ってアンデッドと化した人間。停電したホワイトハウス内に大勢現れ、ホワイトハウスを混乱に陥れた。また、ぺナムスタンの内戦でもゾンビが確認されている。
尚、作中では、今回のゾンビが何のウイルスによるものなのかは語られていない。
ネズミ型B.O.W
ネズミに何らかのウイルスを注入して作り出されたB.O.W。レオン達が上海に向かう最中の潜水艦に出現し、大勢の乗組員を死に至らしめた。1匹1匹は小さく弱いが、大群で現れると大きな脅威となる。
タイラント
今作の登場人物の一人が、ウイルスの作用で変異した姿。

## 評価
本作の配信開始後に発表されたNetflix動画再生数ランキング（週末）の『デイリー総合TOP10(日本)』では1位を獲得し、海外の国や地域でもTOP10の上位を占めるなど、日本だけでなく世界中で反響を呼んだ。